# 299 км (зупинний пункт)
299-й кілометр — пасажирський залізничний зупинний пункт Конотопської дирекції Південно-Західної залізниці на лінії Ворожба — Волфине, між станціями Ворожба (3 км) та Волфине (16 км).
Розташований на південному сході міста Ворожба Білопільського району Сумської області.
Станом на початок 2018 року пасажирське сполучення не здійснювалося.
У 2024 році закритий разом з усією дільницею Ворожба — Волфине.